# Jazeek
Jazeek, pseudonimo di Jacek Obren Savic (Aquisgrana, 28 gennaio 1999), è un rapper tedesco di origini statunitensi.

## Biografia
Jazeek si è fatto conoscere col mixtape 1709 (2022) e il singolo Blunt für dich (2021), entrambi entrati nelle Offizielle Deutsche Charts. Nel giugno 2023 è avvenuta la pubblicazione del suo primo album in studio One Hit Wonder, entrato in classifica sia in Germania che nella Schweizer Hitparade. L'estratto Superstars (2023) ha superato le 300 000 unità di vendite, venendo certificato oro dalla Bundesverband Musikindustrie; l'esito è stato anche replicato in Austria, dove il ramo nazionale dell'International Federation of the Phonographic Industry ne ha certificate 15 000.
Nel gennaio 2024 è uscito il secondo disco Ninetynine, fermatosi in cima alla Deutsche Albumchart, e classificatosi in top ten nella Ö3 Austria Top 40 e nella graduatoria svizzera. Uno degli estratti, Take It, è anch'esso oro in Austria.
Jazeek ha fatto ritorno sulle scene musicali col terzo LP nel marzo 2025, intitolato Most Valuable Playa; lo stesso si è fermato tra le prime due posizioni nei mercati DACH. Esso ha prodotto il successo dalle sonorità afrobeat Akon, la sua prima numero uno in madrepatria, e contiene Crazyyy, la sua quinta top ten. A supporto del progetto è stato annunciato il Starboy Tour, con tappe anche al di fuori dei confini nazionali nella stagione autunnale.

## Discografia

### Album in studio
- 2023 – One Hit Wonder
- 2024 – Ninetynine
- 2025 – Most Valuable Playa

### EP
- 2022 – 1709

### Singoli
- 2021 – Blunt für dich
- 2022 – Wunderschön
- 2022 – Es tut mir leid
- 2022 – Mary
- 2022 – Es soll so sein
- 2022 – Hustle & Flow (con Jamin e OGT)
- 2022 – Lüg mich nicht mehr an
- 2022 – CC
- 2023 – Lalelu
- 2023 – Wie es wär
- 2023 – Diamond Ring
- 2023 – Bend Over (Remix) (con Reezy)
- 2023 – Number One
- 2023 – Superstars
- 2023 – Baile Funk im Blut (con Mero)
- 2023 – Take It
- 2023 – Noch einmal
- 2023 – Fühlst du
- 2023 – Lüg mich an
- 2023 – Nostalgie (con Pajel)
- 2023 – 112
- 2024 – Wieder mal
- 2024 – Like This
- 2024 – Himmel leer (con Santos)
- 2024 – Do You Lie (con Milano)
- 2024 – Meine Augen
- 2024 – Kiyamasa/Body (con 1da Banton)
- 2024 – Starboy (con Luciano)
- 2024 – Island Chick (con Mero)
- 2024 – Playboy Bunnies (con Luciano e Miksu / Macloud)
- 2024 – Ma Baby (solo o con Lune)
- 2024 – Tell Me
- 2024 – Allein da (con Samira)
- 2025 – LV/C Me Now
- 2025 – Wenn der Himmel weint (con Bausa)
- 2025 – Crazyyy (con Samira)
- 2025 – Akon
- 2025 – Nur du (con Milano)
- 2025 – Parfum (con Shindy)
- 2025 – Baddest in Germany
- 2025 – Sexy Lady

## Tournée
- 2024 – 2002 Tour
- 2025 – Starboy Tour